# گاه‌شماری قمری
۳۱ فروردین ۱۴۰۴
گاه‌شماری قمری (انگلیسی: Lunar calendar)، نوعی گاه‌شماری بر پایه گردش هلالی ماه به دور زمین و مشاهده گام‌های ماه است. این گاه‌شماری با گاه‌شماری خورشیدی که بر پایه گردش زمین به دور خورشید است متفاوت است. به دلیل این که تعداد روزهای سال خورشیدی بیشتر از تعداد روزهای سال قمری است؛ تعداد روزهای ۱۲ ماه قمری (۳۵۴٫۳۶۷ روز) را گاهی سال قمری می‌نامند.
گاه‌شماری هجری قمری یک نمونه رایج گاه‌شماری قمری است که در جهان اسلام مورد استفاده قرار می‌گیرد. در آن گاه‌شماری، سال به ۱۲ ماه تقسیم شده ولی ماه‌ها ارتباطی با فصل‌ها ندارد و هر سال قمری ۱۱ یا ۱۲ روز از سال خورشیدی کمتر است، بدین ترتیب با گذشت حدود ۳۳ سال قمری، به جای پیشین خود بازمی‌گردد. دیگر گاه‌شماری‌های قمری که  تقویم شمسی-قمری گفته می شوند اغلب دارای یک ماه کبیسه هستند که تقریبا هر سه سال یکبار به تقویم قمری اضافه می‌گردد تا آن را با گاه‌شماری خورشیدی همگام سازند.